# Pteroglossa roseoalba
Pteroglossa roseoalba là một loài thực vật có hoa trong họ Lan. Loài này được (Rchb.f.) Salazar & M.W.Chase mô tả khoa học đầu tiên năm 2002.